# Ivanka Trump
Ivanka Marie Trump, född 30 oktober 1981 i New York i New York, är en amerikansk affärskvinna, ekonom, designer och före detta fotomodell. Sedan 2017 är hon politisk rådgivare till sin far, Donald Trump. Hon var tidigare vice vd för sin fars multinationella konglomerat Trump Organization.
Hon är gift med Jared Kushner sedan 2009.
Hon rankades som den 19:e mäktigaste kvinnan i världen av Forbes 2017.

## Biografi
Ivanka Trump föddes på Manhattan i New York. Hon är Donald Trumps och Ivana Trumps andra barn. Fram till tio års ålder växte hon upp med båda sina föräldrar och sina två bröder Donald Jr. och Eric Trump, därefter skildes föräldrarna 1991 (officiellt 1992). Hon har även de två yngre halvsyskonen Tiffany Trump och Barron Trump. Ivankas namn är ett diminutiv av moderns namn Ivana.
Hon gjorde sitt första omslag som fotomodell på den amerikanska ungdomstidningen Seventeen 1997. Hon har även arbetat på Versace.
Hon är utbildad civilekonom. Hon påbörjade sina akademiska studier 2000 vid Georgetown University i Washington, D.C. Två år senare bytte hon lärosäte och började 2002 studera vid  Wharton School, som tillhör Ivy League-universitetet University of Pennsylvania i Philadelphia. Vid Wharton School har även hennes far studerat. År 2004 avlade hon kandidatexamen (B.Sc.) i nationalekonomi (närmast motsvarande en svensk civilekonomexamen) vid Wharton School. Hon gick ut med cum laude och tillhörde de betygsmässigt cirka 25 procent främsta studenterna i sin klass. Hon är tvåspråkig och talar både engelska (modersmål) och franska flytande. Hon har även grundläggande kunskaper i sin mors modersmål tjeckiska.
Den 25 oktober 2009 gifte hon sig med den judiske affärsmannen och juristen Jared Kushner. I samband med bröllopet konverterade hon till judendomen. Paret träffades 2005 och har tre barn, födda 2011, 2013 och 2016.
Fram till 2017 var hon, tillsammans med sina två bröder Donald Jr. och Eric, vice vd på sin fars multinationella konglomerat Trump Organization i New York.
Hon har även varit verksam som författare då hon skrivit två självhjälpsböcker. Hon publicerade sin första bok, The Trump Card, i oktober 2009. Hennes andra bok, Women Who Work: Rewriting the Rules for Success, publicerades i maj 2017.

## Politisk karriär

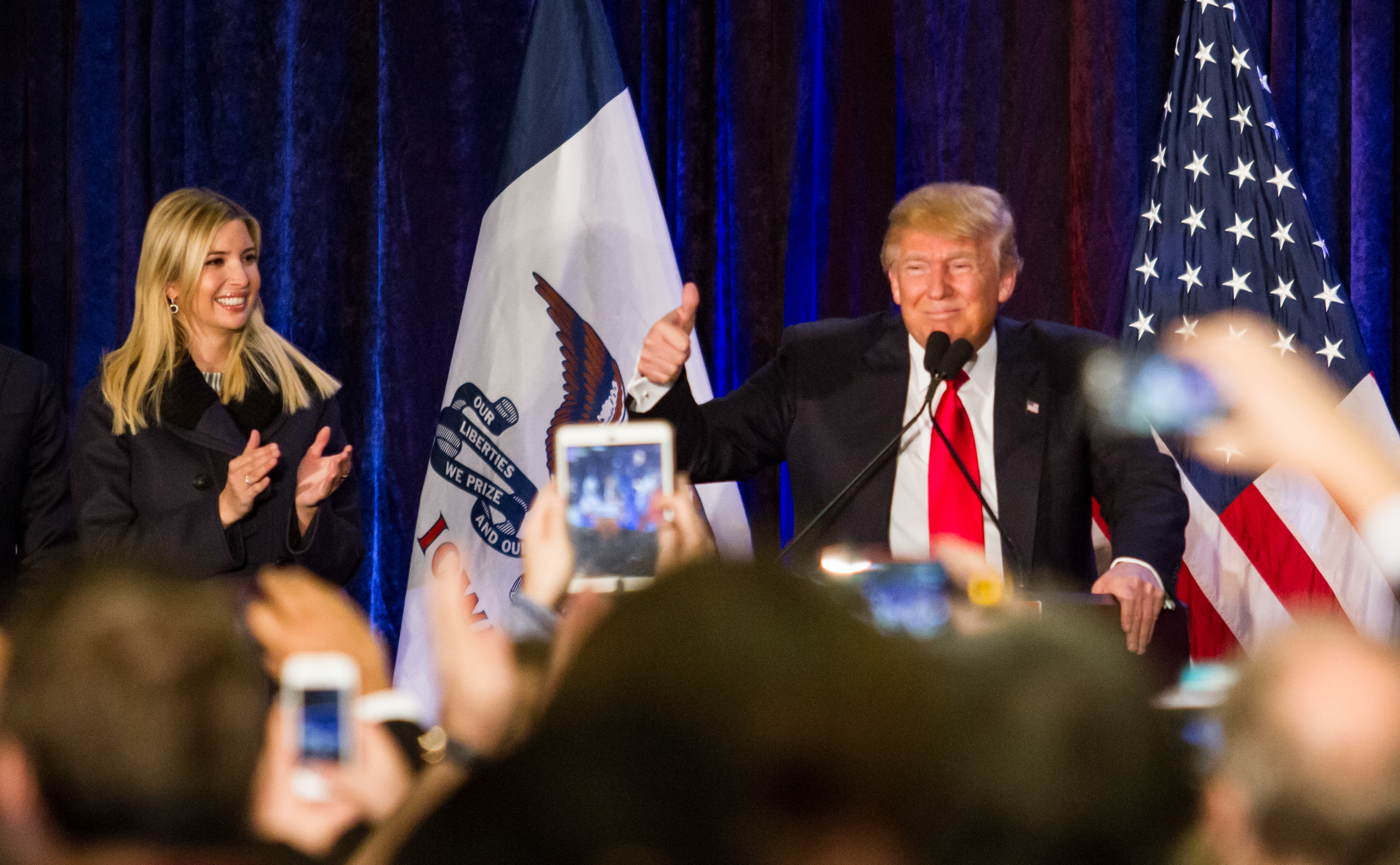
Ivanka Trump och Donald Trump håller tal under presidentkampanjen 2016.

### Presidentkampanjen 2016
Ivanka Trump och hennes make Jared Kushner tillhörde den inre kretsen av rådgivare till den republikanska kandidaten och Ivankas far, Donald Trump, under hans valkampanj i presidentvalet 2016. Detta både under primärvalssäsongen bland de andra republikanska kandidaterna och under det slutliga presidentvalet mot demokraternas kandidat Hillary Clinton.
Inför presidentvalet 2016 var Ivanka delaktig i framtagandet av Donald Trumps förslag om betald föräldraförsäkring, vilket var ett förslag som de presenterade tillsammans i mitten av september 2016. Enligt förslaget ska utgifter för barnpassning för låginkomsttagare bli avdragsgilla. Det innehåller även ett förslag om sex veckors betald föräldraledighet. Förslaget blev verklighet 2018, då Trump blev den första presidenten någonsin som inkluderat betald föräldraförsäkring i sin budget. Detta ger kvinnor och män med ett nyfött eller adopterat barn sex veckors betald föräldraledighet.

### Trumpadministrationen
Donald Trump vann presidentvalet den 8 november 2016. Efter att han installerats och tillträtt som USA:s president den 20 januari 2017, började Ivanka Trump i mars 2017 arbeta som politisk rådgivare och assistent till presidenten. Till följd av sin nya position rankades hon som den 19:e mäktigaste kvinnan i världen av Forbes 2017.
Ivanka Trump och Jared Kushner deltog som några av representanterna för Trumpadministrationen när USA:s ambassad i Jerusalem invigdes den 14 maj 2018, efter att Donald Trump beslutat att flytta ambassaden dit från Tel Aviv.

## Politiska åsikter
I juli 2016, vid republikanska nationella konventet, sa Trump detta om sina politiska åsikter: "Liksom många av mina millennials, ser jag mig inte kategoriskt som en republikan eller demokrat." Under 2007 donerade Trump 1000 dollar till Hillary Clintons presidentkampanj.
Trump har sagt att hon är en förespråkare för kvinnor och Israel.

## Bildgalleri

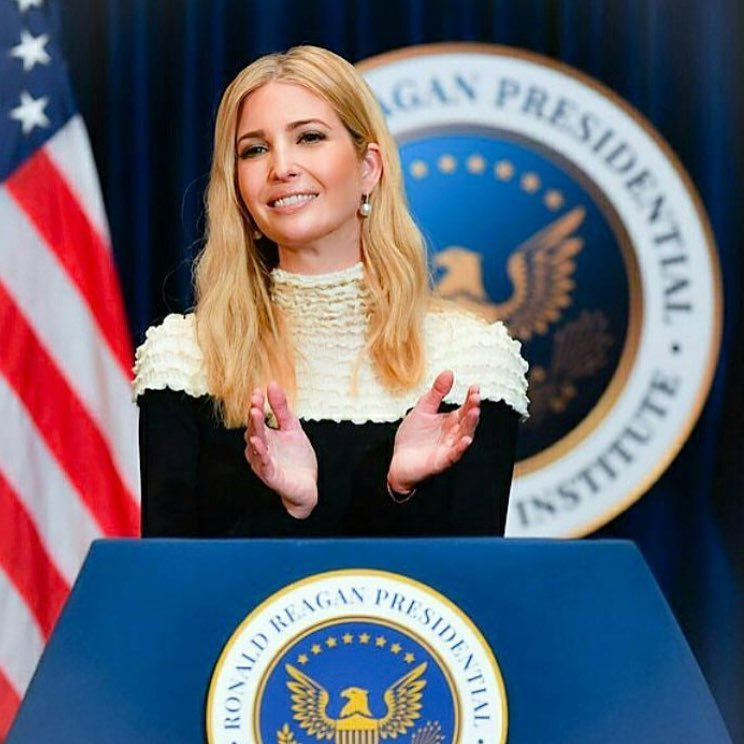
Ivanka Trump talar vid Ronald Reagan Presidential Institute i november 2017.
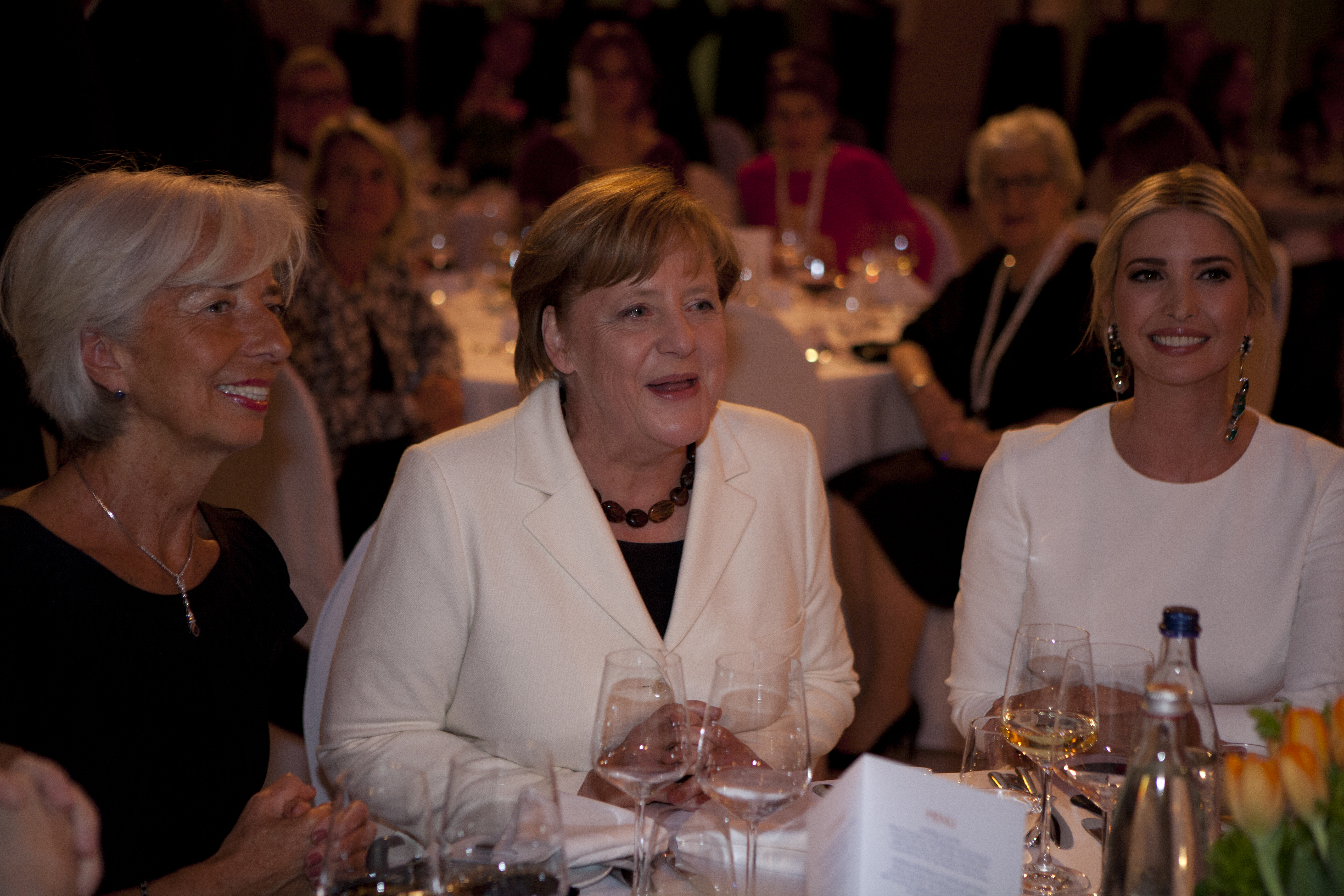
Ivanka med Angela Merkel och Christine Lagarde på W20 Conference i Berlin 2017.
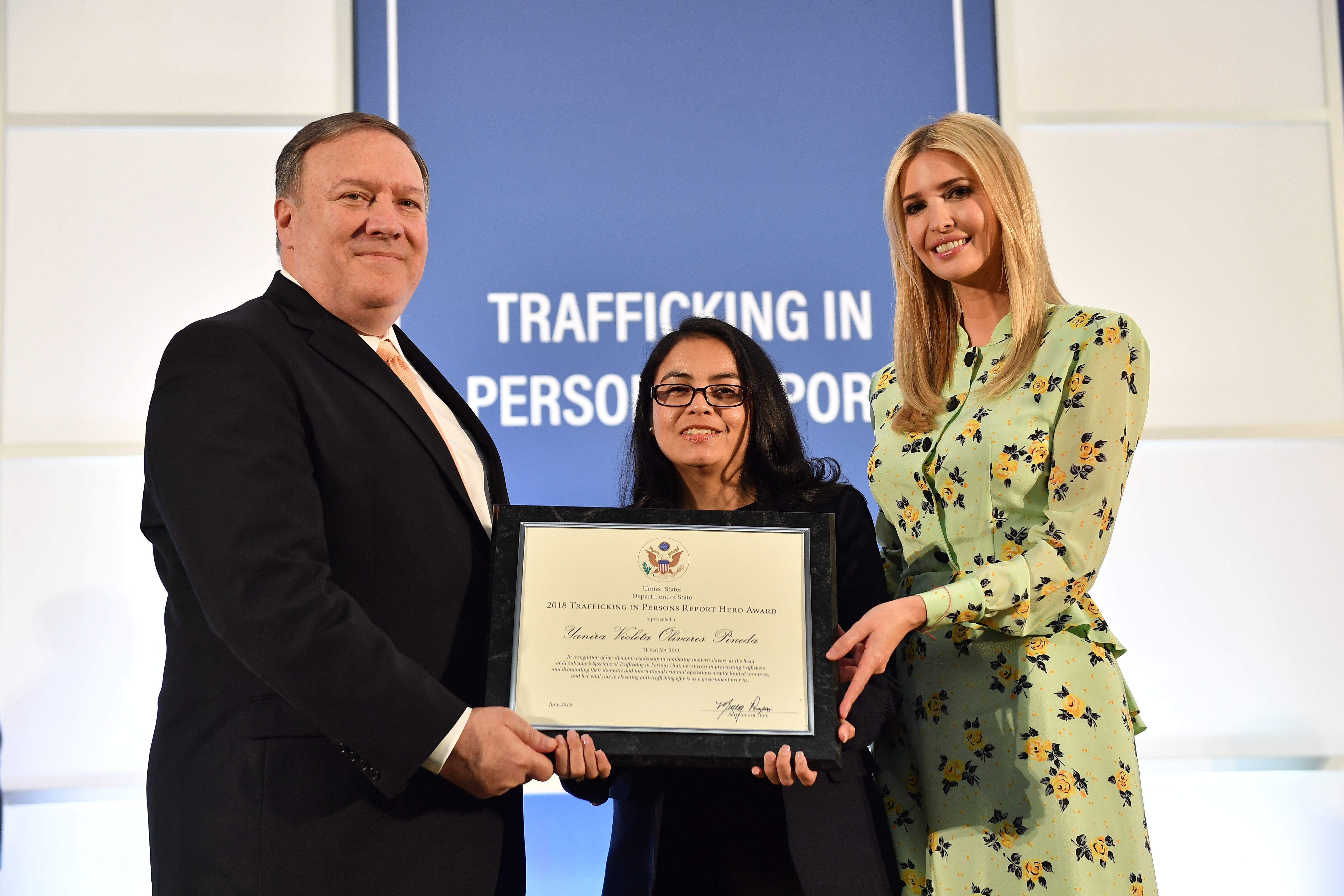
Ivanka Trump delar ut utmärkelsen TIP Report Hero 2018 tillsammans med USA:s utrikesminister Mike Pompeo.
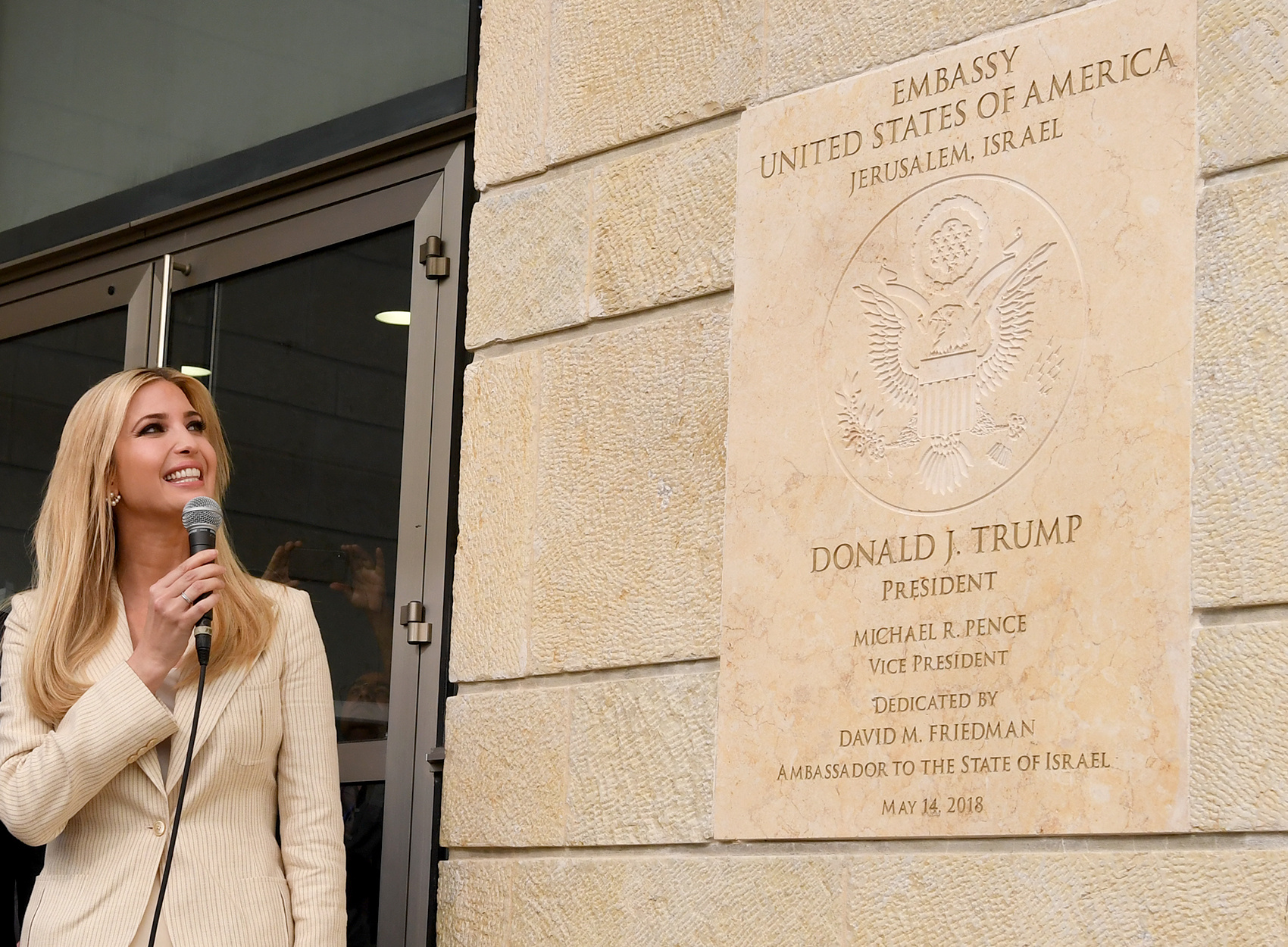
Ivanka Trump vid invigningen av USA:s ambassad i Jerusalem, 2018.